# Dorče Sardoč
Dorče (Teodor) Sardoč, slovenski zobozdravnik, narodni delavec, član organizacije TIGR, * 11. september 1898, Slivno pri Nabrežini, † 17. junij 1988, Gorica.
Dorče Sardoč, pri krstu Teodor, se je rodil v družini zidarja Josipa Sardoča v Slivnem v občini Devin - Nabrežina. Mati je bila Marija (rojena Milič).

## Življenje in delo
Ljudsko šolo je obiskoval v Gorici, gimnazijo pa v Trstu in Gorici. Leta 1915 je družina odšla v begunstvo ter bil 1917 mobiliziran v Avstro-ogrsko vojsko. Kot vojak je na Štajerskem zaradi dezerterstva in propagande za majniško deklaracijo dvakrat prišel pred vojaško sodišče. Po koncu vojne je odšel v Podgraje kjer je bil brat Alojz učitelj. Leta 1919 so ga z bratom in še z dvema drugima fantoma iz vasi aretirali, ker so v gostilni peli slivenske pesmi. Zaprt je bil v Trstu in čez 6 mesecev pred vojaškim sodiščem oproščen. Po tem dogodku se je preselil v Jugoslavijo. v Ljubljani je končal 7. in 8. razred gimnazije, maturiral ter se vpisal na Medicinsko fakulteto. Študij medicine je nadaljeval v Pragi, Berlinu, Zagrebu, vmes v Ljubljani študiral še pravo in 1924 diplomiral na medicini v Gradcu, ter 1925 na Dunaju opravil specializacijo v zobozdravstvu.
Ko je odklonil službo na dunajski univerzitetni kliniki je 1926 v Trstu odprl zobozdravstveno ambulanto in se vključil v politično življenje. Bil je v vodstvu Zveze mladinskih društev v Trstu, po njenem razpustu pa 1927 med ustanovitelji ilegalne organizacije TIGR. Leta 1928 so ga aretirali in obsodili na 5 let konfinacije na otoku Lipari v Eolskem otočju; pomiloščen je bil decembra 1932. Bil je soustanovitelj in član (1932-1938) odbora v Trstu, ki je organiziral in povezoval ilegalno delovanje za narodno ohranitev primorskih Slovencev, hkrati pa deloval tudi v TIGR-u. Ob vstopu Italije v 2. svetovno vojno je bil junija 1940 konfiniran v Gradežu, od septembra je bil v zaporih, 14. decembra 1941 pa na 2. tržaškem procesu obsojen na smrt. Po pomilostitvi na dosmrtno ječo je bil do septembra 1943 zaprt na otoku Santo Stefano v Pontinskem otočju, ki je veljal za strogo ječo. Po kapitulaciji Italije je delal pri zaveznikih v Palermu, Rimu in Alžiru, a je zavrnil sodelovanje z jugoslovansko kraljevo vlado v Londonu in tudi z narodnoosvobodilno borbo.
Na povabilo Janka Kralja se je decembra 1944 udeležil sestanka zagovornikov svobodne Slovenije, med katere pa ni pristopil, in zapustil sestanek, potem ko je Kralju izrazil svoje ogorčenje. Po osvoboditvi se je vrnil v Trst, a se umaknil iz javnega in političnega življenja. Leta 1970 je opustil poklicno delo in se preselil v Gorico, kjer je postal član Kluba starih goriških študentov, ki skrbi za postavitev obeležij zaslužnim Primorcem. Leta 1980 je od 3. aprila do 20. novembra v rubriki Četrtkova srečanja svoje spomine pripovedoval na Radiu Trst A. Po posnetkih je Lida Turk uredila in z opombami opremila knjigo Tigrova sled : pričevanje o uporu primorskih ljudi pod fašizmom.(COBISS) Uvod v knjigo je napisala dr. Milica Kacin Wohinz.